# Ленино (Павлодарская область)
Ле́нино (каз. Ленино) — село в Иртышском районе Павлодарской области Казахстана. Расположено в 279 км к северо-западу от областного центра — Павлодара и в 110 км к северо-западу от районного центра — Иртышска. Административный центр и единственный населённый пункт Ленинского сельского округа. Код КАТО — 554655100.

## Географическое положение
Ленино расположено на юге Западной Сибири, на северо-западе Павлодарской области, рядом с казахстанско-российской границей, преимущественно на левом берегу реки Бирсуат. В селе река запружена. В 18 километрах юго-западнее села Ленина река впадает в озеро Кызылкак.
Севернее села проходит граница с Россией, а северо-восточнее — автодорога Иртышск — Русская Поляна. Возле села дорога транзитом 3 километра проходит по территории Русско-Полянского района Омской области России, после чего до казахстанского пункта пропуска «Амангельды» снова по территории Северного Казахстана.

## История
Село было основано в 1954 году новосёлами-первоцелинниками на землях госземфонда и части земель совхоза имени Амангельды и стало центральной усадьбой бывшего зернового целинного совхоза имени Ленина. В 1970—1980-х годах здесь работали 2 Героя Социалистического Труда — трактористы-механизаторы Тимофей Волков и Владимир Леонов.

## Население
В 1985 году в селе проживали 1298 человек. В 1999 году население села составляло 826 человек (399 мужчин и 427 женщин). По данным переписи 2009 года, в селе проживало 568 человек (286 мужчин и 282 женщины).